# Pedro Manuel Colón de Portugal
Pedro Manuel Colón de Portugal (Madrid, 25 de diciembre de 1651 - ib, 9 de septiembre de 1710) fue un noble y hombre de estado español que desempeñó diversos puestos de responsabilidad durante los reinados de Carlos II y Felipe V.

## Biografía
Fue hijo primogénito de Pedro Nuño Colón de Portugal y Castro, que murió siendo virrey de Nueva España, y de Isabel de la Cueva, hija del duque de Alburquerque Francisco Fernández de la Cueva, que fue virrey de Cataluña y de Sicilia. A la muerte de su padre, ocurrida en 1673, heredó el Almirantazgo de Indias, los ducados de Veragua y de la Vega (ambos con grandeza de España), el marquesado de Villamizar y el de Jamaica, aunque no disfrutó el señorío de este último por haber sido tomada la isla por los ingleses en 1656. 
Casó en la iglesia de Santiago de Madrid el 30 de agosto de 1674 con Teresa María de Ayala Toledo y Fajardo, hija de los condes de Ayala. Un año más tarde recibió la orden del Toisón de Oro.
Sirvió como maestre de campo en los tercios de Flandes y posteriormente como general de la caballería del Milanesado.  Entre 1677-79 fue capitán general de Galicia, entre 1679-80 virrey de Valencia;  de allí pasó a capitán general de las galeras de España, y de 1696 a 1701 desempeñó el virreinato de Sicilia.
En 1699 fue nombrado miembro del Consejo de Estado de Carlos II, y ya de regreso en España presidente del Consejo de Órdenes en 1703, cuyo cargo le obligó a renunciar al Toisón de Oro para recibir el hábito de la Orden de Santiago.  Más tarde fue presidente del Consejo de Italia.